# Tập đoàn Điện ảnh Trường Xuân
Tập đoàn Điện ảnh Trường Xuân (tiếng Trung: 长春电影集团公司) là công ty sản xuất Điện ảnh tại Trường Xuân, Cát Lâm, Trung Quốc. Với tên gọi cũ là Xưởng phim Trường Xuân (长春电影制片厂/長春電影製片廠).

## Lịch sử sơ khai
Sự đầu hàng của Nhật Bản trong Thế Chiến II khiến cho Hội điện ảnh Mãn Châu bị giải tán vào năm 1946. Các bộ phận bị xử phạt bởi chính phủ Trung quốc sáp nhập với hãng Phim Diên An (延安电影制片厂) và hãng Phim Đông Bắc. Chiến tranh giải phóng kết thúc vào năm 1949 buộc studio phải di chuyển đến Trường Xuân. Năm 1950, hãng phim được chính thức thành lập và năm 1955 hãng Phim Đông Bắc về mặt lý thuyết không còn tồn tại. Bộ văn Hóa Trung Quốc chính thức đổi tên mới như hiện nay.
Sau khi phiên họp toàn thể lần thứ ba của Hội nghị Đảng Cộng sản lần thứ 11 diễn ra vào tháng 12 năm 1978, các khái niệm đấu tranh giai cấp và cách mạng đã được bãi bỏ. Đặng Tiểu Bình phát kiến thêm những ý tưởng sáng tạo dưới khẩu hiệu "giải phóng trí tuệ". Các nhà làm phim cảm thấy họ có thể làm phim với mục đích giải trí như là họ đã từng làm mà không phải công khai tuyên bố ý định thương mại hóa phim ảnh.
Công ty cũng sáng lập và nơi tổ chức Liên hoan phim Trường Xuân Trung Quốc hàng năm kể từ năm 1992.

## Ngày nay
Ngày nay Tập đoàn Trường Xuân là một trong những cơ sở sản xuất phim lớn nhất tại Trung Quốc. Các trung tâm sản xuất vẫn còn tồn tại ở phía Đông Bắc tỉnh Cát Lâm. Năm 2003, công ty trở thành cổ đông của Huaxia Film Distribution, trở thành công ty nhập khẩu phim nước ngoài. Trước khi thành lập tập đoàn phân phối này, China Film Group đã có sự kiểm soát gần như độc quyền đối với tất cả các bộ phim nước ngoài.
Cũng trong năm 2003, thông báo đã được đưa ra với khoản đầu tư ban đầu khoảng 120 triệu đô la Mỹ để bắt đầu giai đoạn đầu của việc xây dựng "Công viên Theme Changchun Film" (长春 影城 主题 公园) .

## Phim

### Điện ảnh
| Năm  | Tên                                                        | Tên gốc                  | Ghi chú                        |
| ---- | ---------------------------------------------------------- | ------------------------ | ------------------------------ |
| 1950 | Triệu Nhất Mạn                                             | 赵一曼                   |                                |
| 1952 | Khi trái nho chín                                          | 葡萄熟了的时候           |                                |
| 1955 | Nộ hải khinh kỵ                                            | 怒海轻骑                 |                                |
| 1955 | Người bạn đồng hành bí ẩn                                  | 神秘的旅伴               |                                |
| 1955 | Du kích đồng bằng                                          | 平原游击队               |                                |
| 1955 | Hoa của quê hương                                          | 祖国的花朵               |                                |
| 1955 | Đổng Tồn Thụy                                              | 董存瑞                   |                                |
| 1956 | Thượng Cam Lĩnh                                            | 上甘岭                   |                                |
| 1957 | Chim ưng trong cơn bão                                     | 暴风中的雄鹰             |                                |
| 1957 | Núi rừng tĩnh mịch                                         | 寂静的山林               |                                |
| 1957 | Hài kịch chưa hoàn thành                                   | 没有完成的喜剧           |                                |
| 1957 | Bước chân thanh niên                                       | 青春的脚步               |                                |
| 1957 | Tìm tình yêu                                               | 寻爱记                   |                                |
| 1957 | Lô sanh luyến ca                                           | 芦笙恋歌                 |                                |
| 1957 | Lính ngầm                                                  | 地下尖兵                 |                                |
| 1957 | Biên trại phong hỏa                                        | 边寨烽火                 |                                |
| 1957 | Lý nhị tậu tái hôn                                         | 李二嫂改嫁               | Lữ Kịch                        |
| 1958 | Hỏa diễm câu                                               | 火焰驹                   | Opera Tần Khang                |
| 1958 | Hồng hài tử                                                | 红孩子                   |                                |
| 1958 | Vụ án Từ Thu Ảnh                                           | 徐秋影案件               |                                |
| 1958 | Con gái Đảng                                               | 党的女儿                 |                                |
| 1958 | Chuông đền cổ                                              | 古刹钟声                 |                                |
| 1958 | Cô gái trong tranh                                         | 画中人                   |                                |
| 1959 | Khảo sát ba giấc mơ của Hồ Điệp                            | 三勘蝴蝶梦               | Bình Kịch                      |
| 1959 | Bất công cho Đậu Nga                                       | 窦娥冤                   | Bồ Kịch                        |
| 1959 | Những người trẻ tuổi trong làng của chúng tôi              | 我们村里的年轻人         |                                |
| 1959 | Chị gái trên băng                                          | 冰上姐妹                 |                                |
| 1959 | Tiếu trục nhan khai                                        | 笑逐颜开                 |                                |
| 1959 | 5 đóa hoa vàng                                             | 五朵金花                 |                                |
| 1959 | Hoàng Hà phi độ                                            | 黄河飞渡                 |                                |
| 1959 | Thần khúc cao nguyên                                       | 草原晨曲                 |                                |
| 1959 | Thay đổi thế giới                                          | 换了人间                 |                                |
| 1959 | Thanh niên trong chiến tranh                               | 战火中的青春             |                                |
| 1959 | Kim Ngọc Cơ                                                | 金玉姬                   |                                |
| 1960 | Lưu Tam                                                    | 刘三姐                   |                                |
| 1960 | Bảo vệ đường sắt                                           | 铁道卫士                 |                                |
| 1960 | Đông Mai                                                   | 冬梅                     |                                |
| 1961 | Đạt Cát và cha cô                                          | 达吉和她的父亲           |                                |
| 1961 | Một vạn gỗ xuân                                            | 万木春                   |                                |
| 1962 | Tam quan bài yến                                           | 三关排宴                 |                                |
| 1962 | Liễu Nghị truyện                                           | 柳毅传书                 | Nhạc kịch Thiệu Hưng           |
| 1962 | Giáp Ngọ phong vân                                         | 甲午风云                 |                                |
| 1963 | Khách trên tản băng trôi                                   | 冰山上的来客             |                                |
| 1963 | Hoa Vi Môi                                                 | 花为媒                   | Bình Kịch                      |
| 1963 | Cống Triều Dương                                           | 朝阳沟                   | Dự Kịch (kịch Hồ Nam)          |
| 1963 | Người kế thừa                                              | 自有后来人               |                                |
| 1963 | Tường đầu mã thượng                                        | 墙头马上                 |                                |
| 1963 | Hài lòng hay không hài lòng                                | 满意不满意               |                                |
| 1963 | Hai gia đình                                               | 两家人                   |                                |
| 1963 | Người kế thừa                                              | 自有后来人               |                                |
| 1963 | Những người trẻ tuổi trong làng của chúng tôi (hậu truyện) | 我们村里的年轻人（续集） |                                |
| 1964 | Trần Thế Mỹ                                                | 铡美案                   | Kinh kịch                      |
| 1964 | Đại đội độc lập                                            | 独立大队                 |                                |
| 1964 | Nữ vận động viên nhảy cầu                                  | 女跳水队员               |                                |
| 1964 | Binh lính dưới thành trì                                   | 兵临城下                 |                                |
| 1964 | Anh hùng nhi nữ                                            | 英雄儿女                 |                                |
| 1965 | Dãy núi Thanh Tùng                                         | 青松岭                   |                                |
| 1965 | Tam tiến sơn thành                                         | 三进山城                 |                                |
| 1965 | Tiết Chấn Quốc                                             | 节振国                   | Kinh Kịch                      |
| 1965 | Tàu tốc hành                                               | 特快列车                 |                                |
| 1965 | Cô nương Cảnh Pha                                          | 景颇姑娘                 |                                |
| 1966 | Bản đồ chiến đấu                                           | 战洪图                   |                                |
| 1971 | Sa Gia Banh                                                | 沙家浜                   | Kinh Kịch                      |
| 1972 | Nhóm Hổ Trắng                                              | 奇袭白虎团               | Kinh Kịch                      |
| 1974 | Ngày nắng                                                  | 艳阳天                   |                                |
| 1975 | Bắt đầu công việc                                          | 创业                     |                                |
| 1975 | Kim quang đại đạo                                          | 金光大道                 |                                |
| 1975 | Bánh xe lăn                                                | 车轮滚滚                 |                                |
| 1978 | Lưỡng cá tiểu bát lộ                                       | 两个小八路               |                                |
| 1978 | Điệp Luyến Hoa                                             | 蝶恋花                   | Vũ Kịch                        |
| 1978 | Cuộc chiến trên vịnh Báo Hoa Mai                           | 豹子湾战斗               |                                |
| 1979 | Vụ nổ súng của Cục an ninh                                 | 保密局的枪声             |                                |
| 1979 | Bao Công xin lỗi                                           | 包公赔情                 | Cát Kịch (kịch Cát Lâm)        |
| 1979 | Yên Thanh mại tuyến                                        | 燕青卖线                 | Cát Kịch (kịch Cát Lâm)        |
| 1979 | Tiểu tự bối                                                | 小字辈                   |                                |
| 1979 | Cát Hồng Xương                                             | 吉鸿昌                   |                                |
| 1979 | Bắc Đẩu                                                    | 北斗                     |                                |
| 1979 | Trái tim đau khổ                                           | 苦难的心                 |                                |
| 1979 | Tế Hồng                                                    | 祭红                     |                                |
| 1980 | Đám cưới đầy máu                                           | 刑场上的婚礼             |                                |
| 1980 | Hồng Mẫu Đan                                               | 红牡丹                   |                                |
| 1980 | Tàn tuyết                                                  | 残雪                     |                                |
| 1980 | Sông Đại Độ                                                | 大渡河                   |                                |
| 1981 | Bà Bạch say rượu                                           | 白奶奶醉酒               | Việt điệu                      |
| 1981 | Thuốc                                                      | 药                       |                                |
| 1981 | Cung điện ngọc bích                                        | 玉碎宫倾                 |                                |
| 1981 | Đỗ Thập Nương                                              | 杜十娘                   |                                |
| 1981 | Ví xanh                                                    | 绿色钱包                 |                                |
| 1981 | Đào Lý Mai                                                 | 桃李梅                   | Cát Kịch (kịch Cát Lâm)        |
| 1982 | Tiên hạc bay                                               | 飞来的仙鹤               |                                |
| 1982 | Đừng quên tôi                                              | 勿忘我                   |                                |
| 1982 | Mẹ ở đâu                                                   | 妈妈你在哪里             |                                |
| 1982 | Bội kiếm tướng quân                                        | 佩剑将军                 |                                |
| 1982 | Tuổi trung niên                                            | 人到中年                 |                                |
| 1982 | Sự lãng mạn của thợ rèn                                    | 张铁匠的罗曼史           |                                |
| 1982 | Sâu trong trái tim                                         | 心灵深处                 |                                |
| 1982 | Cam đỏ vàng xanh xanh lam tím                              | 赤橙黄绿青蓝紫           |                                |
| 1983 | Hỏa Diệm Sơn                                               | 火焰山                   | Kinh Kịch                      |
| 1983 | Võ Đang                                                    | 武当                     |                                |
| 1983 | Một câu chuyện không nên xảy ra                            | 不该发生的故事           |                                |
| 1983 | Nến đỏ thẫm                                                | 流泪的红蜡烛             |                                |
| 1983 | Đằng sua bị đơn                                            | 在被告后面               |                                |
| 1983 | Phường 16                                                  | 十六号病房               |                                |
| 1983 | Lý Băng                                                    | 李冰                     |                                |
| 1984 | Đường vướn số 5                                            | 花园街五号               |                                |
| 1984 | Đàm Tự Đồng                                                | 谭嗣同                   | Phát hành ở Hồng Kông năm 1986 |
| 1984 | Cô nương Hoàng Sơn                                         | 黄山来的姑娘             |                                |
| 1984 | Bái thọ năm người phụ nữ                                   | 五女拜寿                 | Nhạc kịch Thiệu Hưng           |
| 1984 | Váy đỏ nổi tiếng trên phố                                  | 街上流行红裙子           |                                |
| 1984 | Bờ sông Hoàng Hà                                           | 黄河之滨                 |                                |
| 1984 | Vùng đất huyền diệu                                        | 神奇的土地               |                                |
| 1984 | Có một cơn bão tuyết tối nay                               | 今夜有暴风雪             |                                |
| 1985 | Cứu hộ Cá voi xanh                                         | 蓝鲸紧急出动             |                                |
| 1985 | Giấy chứng tử                                              | 死证                     |                                |
| 1985 | Nhóm guitar bên lề đường                                   | 路边吉他队               |                                |
| 1985 | Sức mạnh của người phụ nữ                                  | 女人的力量               |                                |
| 1986 | Thành phố giả mạo                                          | 城市假面舞会             |                                |
| 1986 | Chiến tranh Trực-Phụng                                     | 直奉大战                 |                                |
| 1986 | Điền dã hựu thị thanh sa trướng                            | 田野又是青纱帐           |                                |
| 1986 | Không thể nào quên thời trung học                          | 难忘中学时光             |                                |
| 1987 | Này, bạn thân                                              | 嘿，哥们儿               |                                |
| 1987 | Hoàng thái hậu                                             | 两宫皇太后               |                                |
| 1987 | Xảo tại thất trung                                         | 巧在七中                 | Phim ngắn                      |
| 1987 | Anh hùng Quan Đông                                         | 关东大侠                 |                                |
| 1987 | Hoàng hậu cuối cùng                                        | 末代皇后                 |                                |
| 1987 | Diều hâu                                                   | 鹰                       |                                |
| 1987 | Đàn ông phải đi xa                                         | 男儿要远行               |                                |
| 1987 | Cô gái                                                     | 山雀儿                   |                                |
| 1987 | Giải phóng                                                 | 解放                     |                                |
| 1988 | Thanh kiếm đầu tiên trên thế giới                          | 天下第一剑               |                                |
| 1988 | Đại tiểu phu nhân                                          | 大小夫人                 |                                |
| 1988 | Hoàng thiếp cuối cùng                                      | 最后一个皇妃             |                                |
| 1989 | Ốc sên thiên đàn                                           | 蜗牛上天                 | Phim ngắn                      |
| 1989 | Đỉnh                                                       | 鼎                       | Phim ngắn                      |
| 1989 | Phòng màu đỏ, phòng màu trắng, phòng màu đen               | 红房间 白房间 黑房间     |                                |
| 1989 | Ngưu oan                                                   | 牛冤                     | Phim ngắn                      |
| 1989 | Gia tộc Tây Môn                                            | 西门家族                 |                                |
| 1989 | Khai quốc                                                  | 开国大典                 |                                |
| 1990 | Khỉ chơi cờ vua                                            | 猴子下棋                 |                                |
| 1990 | Bác sĩ và hoàng đế                                         | 医生与皇帝               |                                |
| 1990 | Sự phụ già và trẻ đến tòa                                  | 老少爷们上法场           |                                |
| 1990 | Thành phố lớn 1990                                         | 大城市 1990              |                                |
| 1990 | Hợp đồng ly hôn                                            | 离婚合同                 |                                |
| 1990 | Trận đấu tuyệt vời                                         | 奇缘巧配                 |                                |
| 1990 | Cổn cổn hồng trần                                          | 滚滚红尘                 |                                |
| 1991 | Đầy đủ bạn bè                                              | 高朋满座                 |                                |
| 1991 | Ngỗng hoang                                                | 雁阵                     | Phim ngắn                      |
| 1991 | Sẹo tím                                                    | 紫痕                     |                                |
| 1991 | Gương vàng                                                 | 金镜                     |                                |
| 1991 | Hươu tuyết                                                 | 雪鹿                     |                                |
| 1991 | Từ Hi ngồi Xe lửa                                          | 慈禧坐火车               |                                |
| 1992 | Mở cửa hàng                                                | 开店                     |                                |
| 1992 | Con trai Cát lão gia                                       | 葛老爷子                 |                                |
| 1992 | Hắc sắc 25                                                 | 黑色 25                  |                                |
| 1992 | Tiểu thư Viễn Sơn và em trai                               | 远山姐弟                 |                                |
| 1992 | Vụ án đầu tiên của Tân Trung Quốc                          | 新中国第一大案           |                                |
| 1992 | Tưởng Trúc Anh                                             | 蒋筑英                   |                                |
| 1993 | Hương hồn nữ                                               | 香魂女                   |                                |
| 1993 | Đàm phán Trùng Khánh                                       | 重庆谈判                 |                                |
| 1993 | Pháo binh chính                                            | 炮兵少校                 |                                |
| 1993 | Hổ Mãn Châu hành động                                      | 满洲虎行动               |                                |
| 1994 | Nghịch đảo thiên đàng                                      | 天国逆子                 |                                |
| 1994 | Trời đất và trái tim                                       | 天地人心                 |                                |
| 1994 | Câu chuyện về đứa con duy nhất                             | 一个独生女的故事         |                                |
| 1994 | Chín hương vị                                              | 九香                     |                                |
| 1994 | Nhìn kìa trong làng                                        | 留村察看                 |                                |
| 1995 | Biến cố 7 tháng 7                                          | 七·七事变                |                                |
| 1995 | Đội võ thuật của kẻ thù                                    | 敌后武工队               |                                |
| 1996 | Mặt trời có tai                                            | 太阳有耳                 |                                |
| 1996 | Hỉ liên                                                    | 喜莲                     |                                |
| 1996 | Thanh niên Lưu Bá Thừa                                     | 青年刘伯承               |                                |
| 1997 | Gia đình hải đăng                                          | 灯塔世家                 |                                |
| 1998 | Nụ cười sầu mi                                             | 愁眉笑脸                 |                                |
| 1998 | Người đàn ông xấu xí và người vợ đẹp gái                   | 丑汉和他的俊媳妇         |                                |
| 1999 | Giám đốc nam và nữ                                         | 男妇女主任               |                                |
| 1999 | Quyến luyến                                                | 眷恋                     |                                |
| 1999 | Tàu đặc biệt Thiếu Cơ                                      | 少奇专列                 |                                |
| 2000 | Giữ trăng trong trái tim của bạn                           | 留住心中的月亮           |                                |
| 2001 | Mao Trạch Đông và Edgar Snow                               | 毛泽东与斯诺             |                                |
| 2001 | Xảo Phượng                                                 | 巧凤                     |                                |
| 2002 | Người săn hươu cuối cùng                                   | 最后的猎鹿者             |                                |
| 2002 | Bạch Ngân mỹ lệ                                            | 美丽的白银那             |                                |
| 2002 | Nữ hàng xóm xinh đẹp                                       | 漂亮的女邻居             |                                |
| 2002 | Kiều Nhị Trung Thái                                        | 乔二中彩                 |                                |
| 2003 | Đến                                                        | 来了                     |                                |
| 2003 | Mùa lộng lẫy                                               | 灿烂的季节               |                                |
| 2003 | Nhạc dân gian Quan Đông                                    | 关东民谣                 |                                |
| 2004 | Nụ cười                                                    | 微笑                     |                                |
| 2004 | Thất phẩm chi huyện bán khoai lang                         | 七品知县卖红薯           |                                |
| 2005 | Nhâm Trường Hà                                             | 任长霞                   |                                |
| 2005 | Búp bê lớn và công chúa nhỏ                                | 大娃娃与小公主           |                                |
| 2006 | Hẻm thủ tướng                                              | 小巷总理                 |                                |
| 2006 | Đại đạo như thiên                                          | 大道如天                 |                                |
| 2006 | Cô gái lãng mạn                                            | 浪漫女孩                 |                                |
| 2006 | Cô gái Đại Đông Ba                                         | 大东巴的女儿             |                                |
| 2007 | A Âu Tang                                                  | 阿欧桑                   |                                |
| 2007 | Hai người phụ nữ trong những chiếc khăn trùm đầu màu đỏ    | 两个裹红头巾的女人       |                                |
| 2007 | Đảo hỏa tuyến                                              | 导火线                   |                                |
| 2008 | Phúc lớn của Nhĩ Đóa                                       | 耳朵大有福               |                                |
|      | Mười bảy                                                   | 十七                     |                                |
|      | Tuyết rơi                                                  | 腊月雪                   |                                |
| 2009 | Đấu bò                                                     | 斗牛                     |                                |
| 2009 | Đám mây trên trường học                                    | 云上学堂                 |                                |
| 2010 | Tân Tình ca Khang Định                                     | 康定情歌                 |                                |
| 2011 | Huynh đệ tín nghĩa                                         | 信义兄弟                 |                                |
| 2011 | Mặt trời lớn                                               | 大太阳                   |                                |
| 2011 | Cách mạng Tân Hợi                                          | 辛亥革命                 |                                |
| 2012 | Đổng Tước Đài                                              | 铜雀台                   |                                |
| 2012 | Bác sĩ cáp treo                                            | 索道医生                 |                                |
| 2013 | Chiến tranh Chu Hy Hán                                     | 战将周希汉               |                                |
| 2014 | Trai già: Mãnh long quá giang                              | 老男孩之猛龙过江         |                                |
| 2016 | Tình yêu Ma Lạt Nãng: Yêu đời                              | 爱情麻辣烫之情定终身     |                                |
| 2016 | Băng hà truy hung                                          | 冰河追凶                 |                                |
| 2016 | Thiên Nga trắng                                            | 白天鹅                   |                                |
| 2016 | Dì già                                                     | 老阿姨                   |                                |
| 2017 | Người canh giữ biên ải                                     | 守边人                   |                                |
|      | Thanh kiếm Tây Tạng                                        | 剑拔藏地                 |                                |

### Truyền hình
| Năm  | Tên                          | Tên gốc      | Ghi chú |
| ---- | ---------------------------- | ------------ | ------- |
| 1985 | Chủ nhật                     | 沉日         |         |
| 2001 | Tuyết rơi dày                | 大雪无痕     |         |
| 2012 | Đại chưởng môn               | 大掌门       |         |
| 2014 | Vẻ đẹp dối trá               | 美丽谎言     |         |
| 2014 | Huân Chu Đức người khai quốc | 开国元勋朱德 |         |
| 2015 | Anh trai thứ hai của tôi     | 我的二哥二嫂 |         |
| 2015 | Thiếu soái                   | 少帅         |         |
| 2017 | Lâm Hải tuyết nguyên         | 林海雪原     |         |
|      | Bộ nhớ quốc gia              | 民族记忆     |         |